# Dennis Cirkin
Dennis Cirkin est un footballeur anglais né le 6 avril 2002 à Dublin (Irlande). Il occupe le poste de défenseur à Sunderland.

## Biographie
Formé à Tottenham Hotspur, il rejoint Sunderland le 11 août 2021 . Trois jours après, il fait ses débuts pour le club,.